# Izvor (Babušnica)
Izvor (szerbül Извор) egy falu Szerbiában, a Piroti körzetben, a Babušnicai községben.

## Népesség
- 1948-ban 967 lakosa volt.
- 1953-ban 923 lakosa volt.
- 1961-ben 717 lakosa volt.
- 1971-ben 592 lakosa volt.
- 1981-ben 439 lakosa volt.
- 1991-ben 344 lakosa volt
- 2002-ben 263 lakosa volt,[1] akik közül 257 szerb (97,71%) és 6 jugoszláv.[2]